# Droit vietnamien

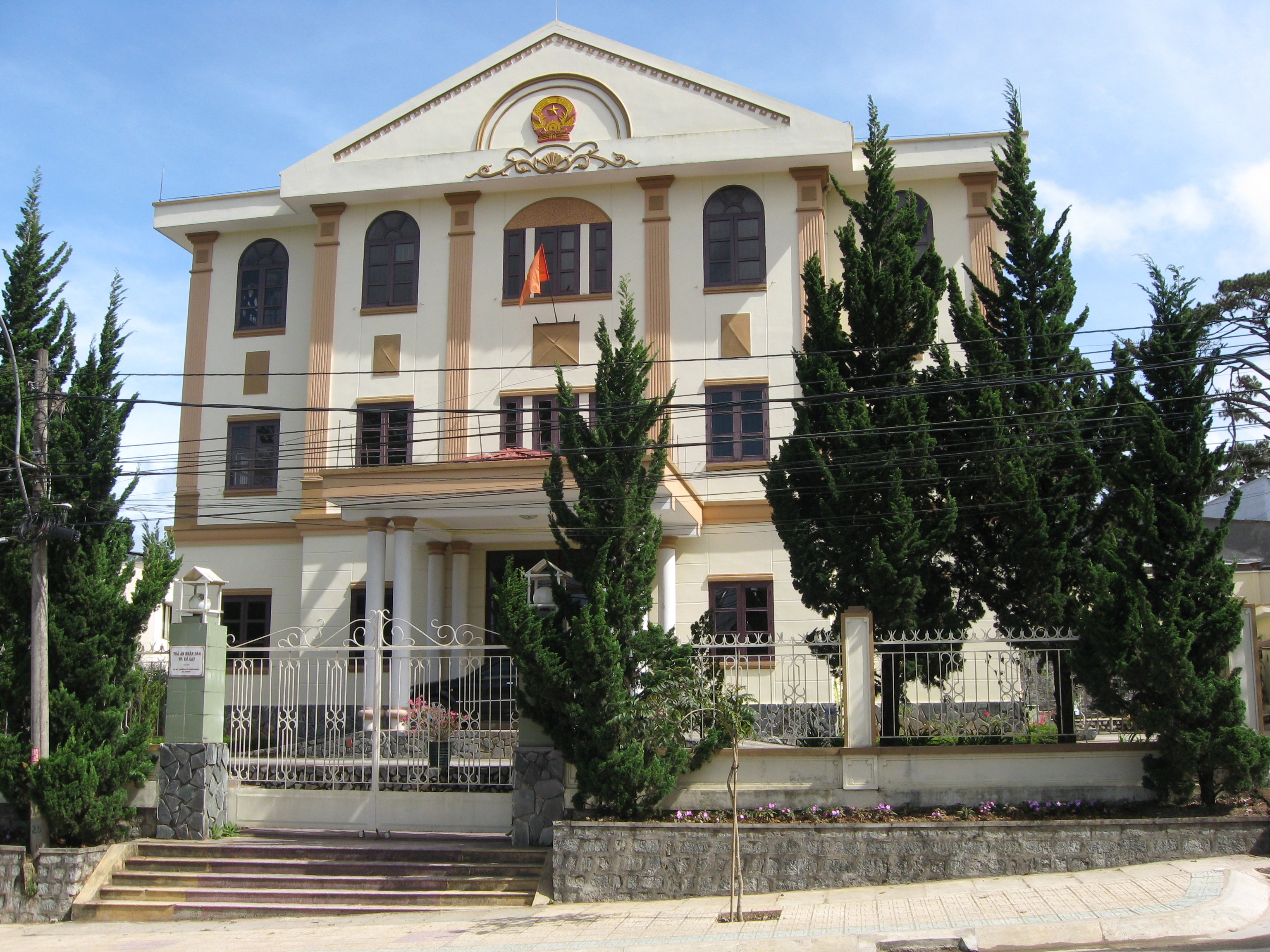
Cour populaire à Đà Lạt.

Le droit vietnamien est l'ensemble du droit pratiqué et appliqué au Viêt Nam.
Le système juridique vietnamien est caractérisé par des institutions léninistes, telles que le Parti communiste, qui exerce des pouvoirs dits prérogatifs, et un système juridique dit normatif composé du législatif, de l'exécutif et du judiciaire. Les traités internationaux, bien que ratifiés par l'Assemblée nationale, nécessitent une législation d'application de la part des ministères centraux et des autorités provinciales, entraînant parfois des conflits d'interprétations.
Le Vietnam a un système gouvernemental unitaire siégeant à Hanoï. Il est divisé en 58 provinces et cinq villes relevant directement du contrôle central. L'évolution des constitutions du Vietnam, dont la première remonte à 1946 après l'indépendance, reflète les débats politiques qui traversent le pays entre socialisme léniniste et un socialisme plus légaliste mettant l'accent sur la stabilité, l'autorité et l'empire du droit.
Les réformes économiques des années 1980 ont conduit à une transformation de l'économie planifiée en une économie mixte, reflétée dans la constitution de 1992. La constitution actuelle date de 2013. Il y a ces dernières décennies un grand effort de la part de juristes étrangers de stabiliser un droit commercial propice au capitalisme au sein du Vietnam.
Le système judiciaire vietnamien (vi) est composé de tribunaux appelés des cours populaires. Elles sont organisées en quatre niveaux, avec la Cour populaire suprême du Viêt Nam et trois cours supérieures, soutenues par des tribunaux provinciaux et des tribunaux de district. L'institution des procureurs du peuple (vi) a été inspirée par le droit soviétique, mais a connu d'importantes évolutions. Avant les réformes des années 1990, les avocats étaient considérés comme des fonctionnaires, mais des changements ont été introduits pour leur reconnaître un statut de droit privé.
En 2020, environ 15000 étudiants ont obtenu leur diplôme de droit dans une trentaine de facultés dans le pays. Bien que des réformes aient été introduites pour rendre la formation juridique plus adaptée au marché privé du conseil juridique, le ministère de l'Éducation y est globalement opposé.